# Льодовичник Вествуда
Льодови́чник Ве́ствуда (Boreus westwoodi) — вид комах з родини Boreidae.

## Морфологічні ознаки
Дрібні або середніх розмірів (2–7 мм), темнозабарвлені, блискучі, зазвичай безкрилі комахи з витягнутою у рострум головою; самиці з яйцекладом.

## Поширення
Північна та Центральна Європа. 
Україна: Полісся (Житомирська, Київська, Чернігівська області), Карпати.

## Особливості біології
Населяють ліси; дорослі комахи активні з пізньої осені до ранньої весни, під час відлиг утворюють скупчення на снігу. Личинки живляться ризоїдами мохів, рештками дрібних безхребетних, тощо. Близькі види розмножуються на початку зими, відкладаючи яйця в мох.

## Загрози та охорона
Занесений до ЧКУ (1994). Слід контролювати стан популяцій, дослідити можливі місцезнаходження та в разі виявлення виду взяти їх під охорону.